# Ulica Makowa we Wrocławiu
Ulica Makowa – ulica położona we Wrocławiu na osiedlu Grabiszyn, w dawnej dzielnicy Fabryczna. Ulica ma 635 m długości i biegnie od alei Pracy do ulicy Kreślarskiej i dalej jako sięgacz. Ulica ta powstała w ramach budowy Osiedla Mieszkaniowego Grabiszyn, prowadzonej w latach 1919-1926. Przy ulicy znajduje się kilka zachowanych z tamtego okresu budynków ujętych w gminnej ewidencji zabytków, a sama ulica na całej swojej długości przebiega przez obszar, którego układ urbanistyczny podlega ochronie i również wpisany jest do gminnej ewidencji zabytków.

## Historia
Ulica Makowa biegnie przez teren zagospodarowany niegdyś jako istniejące do początku XX wieku ogrody, sady (Eichborngarten) i rezydencja należących do Ludwiga Eichborna, patrycjusza i bankiera. W 1891 roku po wschodniej stronie opisanych terenów rozpoczęła się budowa tak zwanej Towarowej Obwodnicy Wrocławia. Linię uruchomiono w 1896 roku. Na początku XX wieku ogrody i sady zostały przekształcone w ogrody działkowe. Obszar obejmujący opisane miejsca przez które przebiega współczesna ulicy Makowa włączony został w granice Wrocławia w 1911 r..
W 1919 powstała spółdzielnia Siedlungsgeselleschaft Eichborngarten (Spółdzielnia Osiedlowa Eichborngarten), działająca w ramach polityki spółdzielczości mieszkaniowej Republiki Weimarskiej. Nazwa tej spółdzielni nawiązywała bezpośrednio do miejsca budowy pierwszego osiedla na terenie ogródków urządzonych w miejscu wyżej opisanych ogrodów i sadów Eichborna. Inwestycja ta realizowana była w latach 1919–1926 na podstawie projektu Paula Heima powstałego przy współpracy z architektem Albertem Kempterem. Obejmowała obszar 30 ha rozciągający się pomiędzy aleją generała Józefa Hallera, ulicą Grabiszyńską i wyżej wspomnianymi torami kolejowymi. Osiedle przeznaczone było dla około 3 700 mieszkańców. Zbudowano wówczas około 800 domów jedno- i wielorodzinnych, z ogrodami o powierzchni od 80 od 600 m². W rejonie samej ulicy Makowej powstały niskie domy z ogrodami, charakteryzujące się prostokątnymi bryłami i spadzistymi dachami.
Zaprojektowane osiedle ogrodowe typu street cum square naśladowało angielskie wzorce kompozycyjne. Centrum układu urbanistycznego i kompozycyjnego tego osiedla stanowił plac (plac Bzowy) i główna oś całego założenia w postaci wychodzącej z tego placu ulicy (ulica Bzowa), których zamknięciem po stronie południowej jest ulica Makowa. Zarówno plac jak i ulica zagospodarowane były terenami zieleni. Całość osiedla dopełniała obrzeżna zabudowa wielorodzinna przy obecnej alei generała Józefa Hallera.
W wyniku działań wojennych prowadzonych podczas oblężenia Wrocławia w 1945 r. znaczna część zabudowy uległa zniszczeniu. Ta część miasta została zdobyta przez Armię Czerwoną stosunkowo wcześnie, bo już w lutym 1945 r., kiedy to front dotarł w rejon ulicy Jemiołowej, a kolejne walki skutkowały zniszczeniami w dalej części miasta.

## Nazwy
W swojej historii ulica nosiła następujące nazwy:
- Dahlienweg, do 1946 r.[18][19]
- Makowa, od 1946 r.[20][18][21].

Niemiecka nazwa ulicy – Dahlienweg – nosiła miano ulicy Daliowej, gdyż słowo Dahlie w języku niemieckim oznacza w tłumaczeniu na język polski – dalię. Współczesna nazwa ulicy została nadana przez Zarząd Wrocławia i ogłoszona w okólniku nr 33 z 15.05.1946 r..

## Układ drogowy
Ulica łączy się z następującymi drogami publicznymi, kołowymi oraz innymi drogami:
| powiązanie   | droga               | foto   | opis             |
| ------------ | ------------------- | ------ | ---------------- |
| skrzyżowanie | aleja Pracy         |        |                  |
| skrzyżowanie | ulica Księgowa      |        |                  |
| skrzyżowanie | ulica Pierwiosnkowa |        | w lewo i w prawo |
| skrzyżowanie | ulica Słonecznikowa |        | w prawo          |
| skrzyżowanie | ulica Bzowa         | w lewo |                  |
| skrzyżowanie | ulica Bzowa         |        | w lewo           |
| skrzyżowanie | ulica Chabrowa      |        |                  |
| skrzyżowanie | ulica Różana        |        |                  |
| sięgacz      | koniec ulicy        |        |                  |

## Droga

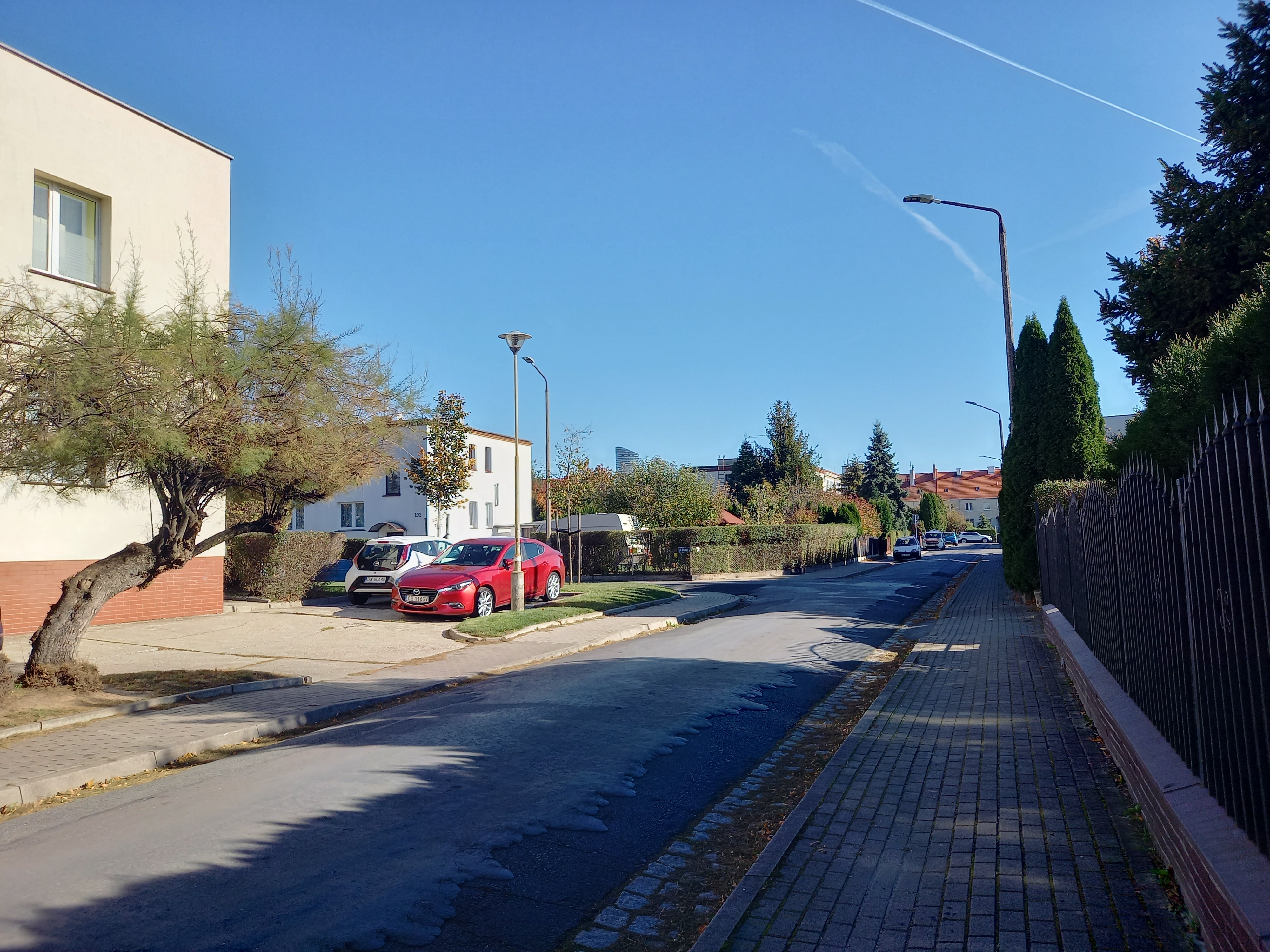
Od pl. Bzowego w kierunku wschodnim

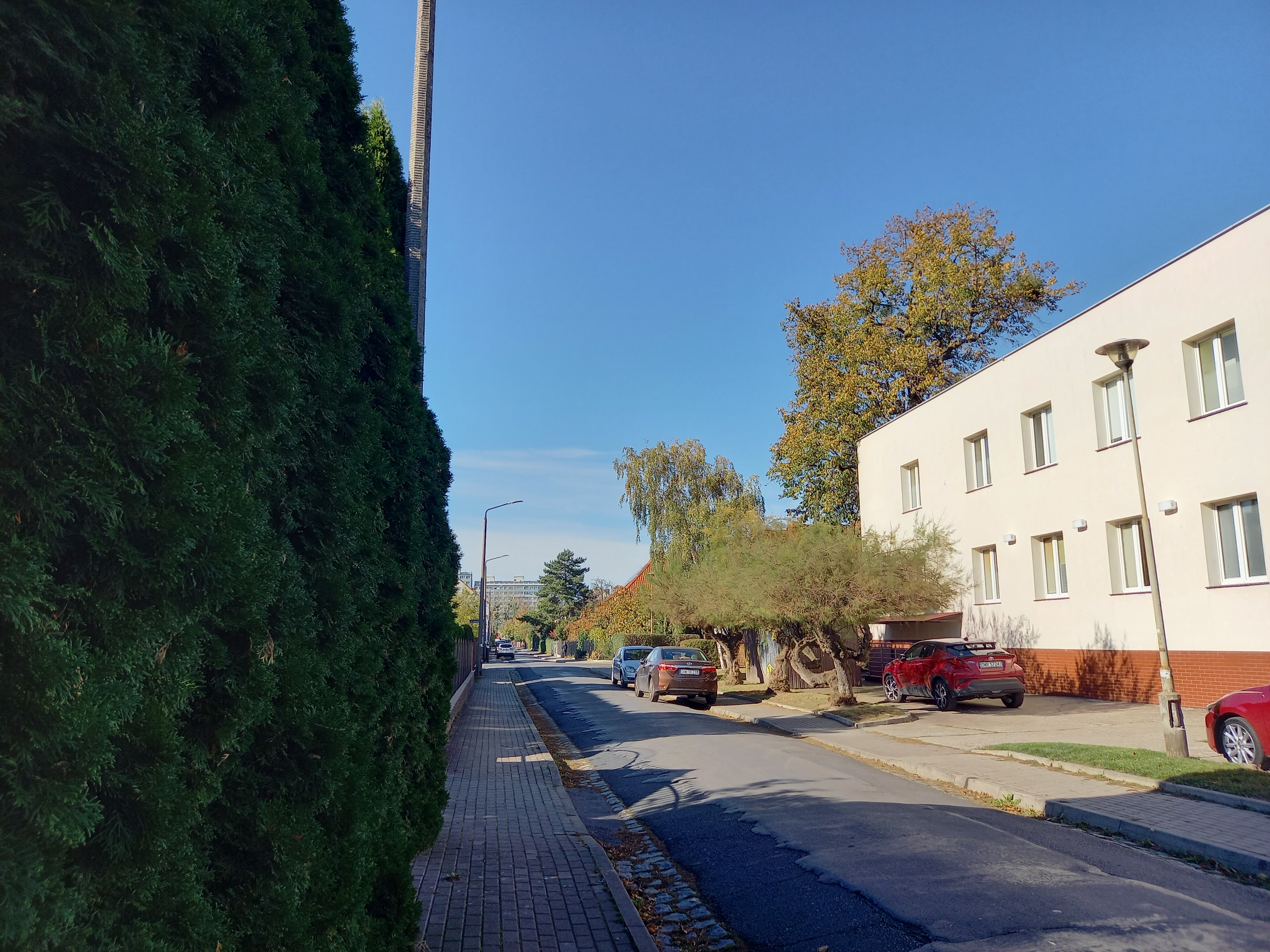
Od pl. Bzowego w kierunku zachodnim

Do ulicy Makowej przypisana jest droga gminna, o długości 635 m, biegnąca od alei Pracy do ulicy Kreślarskiej i dalej jako sięgacz (numer drogi 106106D, numer ewidencyjny drogi G1061060264011). Droga gminna przypisana do ulicy Makowej położona jest na działce ewidencyjnej o powierzchni 5 089 m2. Ponadto do ulicy przypisana jest działka gruntu o statusie drogi wewnętrznej i powierzchni wynoszącej 36 m², zapewniającej połączenie z drogami publicznymi dla posesji położonych w głębi kwartału zabudowy. Na niemal całej ulicy jezdnie posiadają nawierzchnie z masy bitumicznej, z wyjątkiem sięgacza o nawierzchni gruntowej. Ulicą Makową nie przebiegają jakiekolwiek linie transportu miejskiego. W ramach komunikacji miejskiej trasy przejazdów linii autobusowych wyznaczone są aleją Pracy i ulicą Inżynierską . Ulica na niemal całej długości, znajduje się w strefie ruchu uspokojonego z ograniczeniem prędkości do 30 km/h. Tylko odcinek przy alei Pracy do numerów 28 i 47 znajduje się w strefie zamieszkania z ograniczeniem prędkości do 20 km/h i jest wskazana także dla ruchu rowerowego.

## Zabudowa i zagospodarowanie

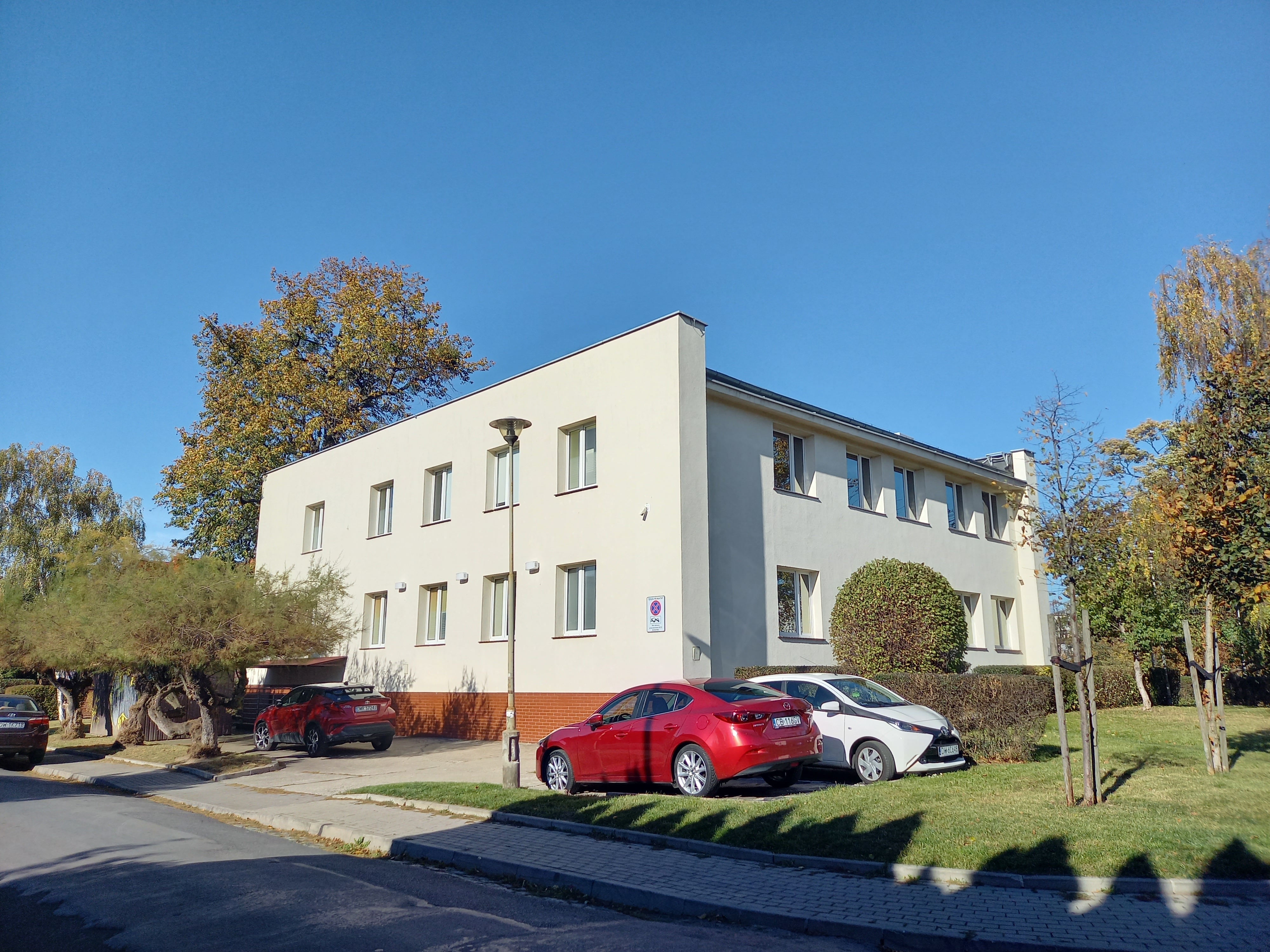
Przychodnia na pl. Bzowym 1

Współczesne osiedle Grabiszyn, przez które przebiega ulica Makowa, w tej jego części, określane jako osiedle kameralne. Dominuje tu zabudowa jednorodzinna, bliźniacza i niska wielorodzinna o funkcji mieszkaniowej, w tym część budynków to zachowana zabudowa przedwojenna ujęta w gminnej ewidencji zabytków. Tylko w początkowym biegu ulicy znajduje się zabudowa o innym charakterze położona przy alei Pracy. Po stronie północnej jest to szkoła, w budynku o trzech kondygnacjach nadziemnych i powierzchni zabudowy 834 m² i salą sportową o powierzchni zabudowy 602  m², z terenem przyległym o łącznej (wraz z budynkami) powierzchni 1,6088 ha, a po stronie południowej plebania przylegająca do kościoła pw. św. Klemensa Dworzaka i inną zabudową na terenie o powierzchni 0,7048 ha. Ponadto na placu Bzowym w otoczeniu zieleni znajduje się budynek przychodni. Cały plac Bzowy otoczony jezdniami ulicy Bzowej i ulicy Makowej ma powierzchnię 3 367 m². Sam budynek przychodni stanowi tu dominantę z akcentem architektonicznym, który dzięki swojej formie koncentruje uwagę obserwatorów na określonym elemencie tego obiektu z osi widokowej jaką jest ulica Bzowa. Budynek ma 2 kondygnacje nadziemne i 572 m² powierzchni zabudowy.
Ulica przebiega przez teren o wysokości bezwzględnej od 123,4 m n.p.m. (początek ulicy – zachodni kraniec w okolicach alei Pracy) do 125,0 m n.p.m. (koniec ulicy – wschodni kraniec w okolicach łącznika ulicy Inżynierskiej).

## Punkty adresowe, budynki
Punkty adresowe przy ulicy Różanej (wg stanu na 2021 r.):
- strona północna – numery nieparzyste:
  - ulica Makowa 1[46], 3[47], 5[48], 7[49], 9[50], 11[51], 13[52], 15[53], 17[54], 19[55]: budynek mieszkalny ujęty w gminnej ewidencji zabytków (jako numery 1-15 oraz 17-19)[35]
  - ulica Makowa 21[56], 23[57]: budynek mieszkalny[58]
  - ulica Makowa 25[59], 27[60]: budynek mieszkalny[61]
  - ulica Makowa 29[62]: działka niezabudowana[63]
  - ulica Makowa 33[64]: budynek mieszkalny ujęty w gminnej ewidencji zabytków[35]
  - ulica Makowa 35[65]: numer bez przypisanego budynku[66]
  - ulica Makowa 37[67], 39[68]: budynek mieszkalny ujęty w gminnej ewidencji zabytków[35]
  - ulica Makowa 41[69], 43[70]: budynek mieszkalny ujęty w gminnej ewidencji zabytków[35]
  - ulica Makowa 45[71], 47[72]: budynek mieszkalny ujęty w gminnej ewidencji zabytków[35]

- strona południowa – numery parzyste[22]:
  - ulica Makowa 6[73] (oraz ulica Chabrowa 2[74]): budynek mieszkalny[75]
  - ulica Makowa 8[76] (oraz ulica Chabrowa 1[77]): budynek mieszkalny[78]
  - ulica Makowa 14[79], 16[80]: budynek mieszkalny ujęty w gminnej ewidencji zabytków[35]
  - ulica Makowa 18[81], 20[82]: budynek mieszkalny ujęty w gminnej ewidencji zabytków[35]
  - ulica Makowa 22[83], 24[84]: budynek mieszkalny ujęty w gminnej ewidencji zabytków[35]
  - ulica Makowa 26[85], 28[86]: budynek mieszkalny ujęty w gminnej ewidencji zabytków[35].

## Demografia
Ulica przebiega przez trzy rejony statystyczne o wykazanej w poniższej tabeli gęstości zaludnienia i ilości zameldowanych osób, przy czym dane pochodzą z 31.12.2020 r.
| Rejon statystyczny nr | Liczba osób zameldowanych | Gęstość zaludnienia [lud./km²] | Położenie                                                   |
| --------------------- | ------------------------- | ------------------------------ | ----------------------------------------------------------- |
| 930900                | 819                       | 7 447                          | od alei Pracy do ulicy Pierwiosnkowej i numeru 14 włącznie  |
| 930910                | 539                       | 6 121                          | od ulicy Pierwiosnkowej do końca – strona północna          |
| 930920                | 571                       | 6 958                          | od numeru 14 (bez tego numeru) do końca – strona południowa |

## Ochrona i zabytki
Obszar, przez który przebiega ulica Makowa, podlega ochronie i jest wpisany do gminnej ewidencji zabytków pod pozycją osiedle Grabiszyn. W szczególności ochronie podlega historyczny układ urbanistyczny osiedla w rejonie alei generała Józefa Hallera i alei Pracy, ulic Inżynierskiej, Różanej i linii kolejowej wraz z zespołami budowlanymi Hutmenu i dawnej zajezdni tramwajowej we Wrocławiu, kształtowany sukcesywnie od 1919 r. do początku lat 70. XX wieku. Stan zachowania tego układu ocenia się na dobry. Fragment ulicy przy placu Bzowym i plac leżą w granicach obszaru rehabilitacji istniejącej zabudowy i infrastruktury technicznej oraz w strefie ochrony konserwatorskiej obejmującej wyżej opisany układ urbanistyczny. 
Przy ulicy i w najbliższym sąsiedztwie znajdują się następujące zabytki ujęte w gminnej ewidencji zabytków:
| obiekt, położenie | powstanie, rodzaj ochrony                                         | fotografia |
| --- | ----------------------------------------------------------------- | ---------- |
| strona północna |                                                                   |            |
| Budynek mieszkalny ulica Makowa 1-15                                                                                     | około 1920-1930 r. (projekt Paul Heim) rodzaj ochrony: inny       |            |
| Budynek mieszkalny ulica Makowa 17-19                                                                                    | około 1920-1930 r. (projekt Paul Heim) rodzaj ochrony: inny       |            |
| Budynek mieszkalny ulica Makowa 33                                                                                       | około 1920-1930 r. (projekt Paul Heim) rodzaj ochrony: inny       |            |
| Budynek mieszkalny ulica Makowa 37-39                                                                                    | około 1920-1930 r. (projekt Paul Heim) rodzaj ochrony: inny       |            |
| Budynek mieszkalny ulica Makowa 41-43                                                                                    | około 1920-1930 r. (projekt Paul Heim) rodzaj ochrony: inny       |            |
| Budynek mieszkalny ulica Makowa 45-47                                                                                    | około 1920-1930 r. (projekt Paul Heim) rodzaj ochrony: inny       |            |
| Szkoła "Roonschule", obecnie Gimnazjum nr 6 aleja Pracy 24                                                               | lata 20. XX wieku rodzaj ochrony: inny                            |            |
| strona południowa |                                                                   |            |
| Budynek mieszkalny ulica Kreślarska 2-8                                                                                  | około 1920-1930 r. (projekt Paul Heim) rodzaj ochrony: inny       |            |
| Budynek mieszkalny ulica Kreślarska 1-7                                                                                  | około 1920-1930 r. (projekt Paul Heim) rodzaj ochrony: inny       |            |
| Budynek mieszkalny ulica Makowa 14-16                                                                                    | około 1920-1930 r. (projekt Paul Heim) rodzaj ochrony: inny       |            |
| Budynek mieszkalny ulica Makowa 18-20                                                                                    | około 1920-1930 r. (projekt Paul Heim) rodzaj ochrony: inny       |            |
| Budynek mieszkalny ulica Makowa 22-24                                                                                    | około 1920-1930 r. (projekt Paul Heim) rodzaj ochrony: inny       |            |
| Budynek mieszkalny ulica Makowa 26-28                                                                                    | około 1920-1930 r. (projekt Paul Heim) rodzaj ochrony: inny       |            |
| Dom Gminy Ewangelickiej (Evangelisches Gemeindehaus), obecnie plebania kościoła pw. św. Klemensa Dworzaka aleja Pracy 26 | lata 20. XX wieku, około 1935 r., po 1945 r. rodzaj ochrony: inny |            |

## Baza TERYT
Dane Głównego Urzędu Statystycznego z bazy TERYT, spis ulic (ULIC):
- województwo: DOLNOŚLĄSKIE (02)
- powiat: Wrocław (0264)
- gmina/dzielnica/delegatura: Wrocław (0264011) gmina miejska; Wrocław-Fabryczna (0264029) delegatura
- Miejscowość podstawowa: Wrocław (0986283) miasto; Wrocław-Fabryczna (0986290) delegatura
- kategoria/rodzaj: ulica
- Nazwa ulicy: ul. Makowa (12004)[22][117].